# Neil Bogart
Neil Bogart, nato Neil Scott Bogatz (New York, 3 febbraio 1943 – Los Angeles, 8 maggio 1982), è stato un imprenditore statunitense, fondatore dell'etichetta Casablanca Records.

## Biografia
Nato nel 1943 presso il Brooklyn Jewish Hospital and Medical Center di New York, Bogatz proveniva da una famiglia ebrea. I suoi genitori erano Ruth (Markoff) e Al M. Bogatz. Il futuro discografico crebbe presso le Glenwood Houses di Flatlands, a Brooklyn. In seguito lavorò come cantante adottando il nome Neil Scott prima di gestir gli uffici nel Michigan della Cameo-Parkway Records. Quando la Cameo-Parkway chiuse per accuse di frode nel 1968, Bogart divenne uno dei dirigenti della Buddah Records. Lavorando per tali etichette, Bogart rivestì un ruolo di primaria importanza nella nascita e promozione della musica bubblegum della seconda metà del decennio.
Nel 1973 Bogart fondò la Casablanca Records, che pubblicò la musica di artisti rock come Kiss, T. Rex, Fanny e The Hudson Brothers e disco-funk come Donna Summer, Village People e Parliament.
Nel 1980 Bogart fondò la Boardwalk Records, della quale facevano parte Joan Jett, Night Ranger, Phil Seymour e Harry Chapin.
Bogart morì a causa di un linfoma nel 1982, all'età di 39 anni. Venne sepolto nell'Hillside Memorial Park Cemetery di Culver City.

## Vita privata
Bogart si sposò con la manager dei Kiss, Joyce Bogart Trabulus. Nel 1978 nacque suo figlio E. Kidd Bogart, che intraprese anche lui la carriera di discografico.